# 苘麻

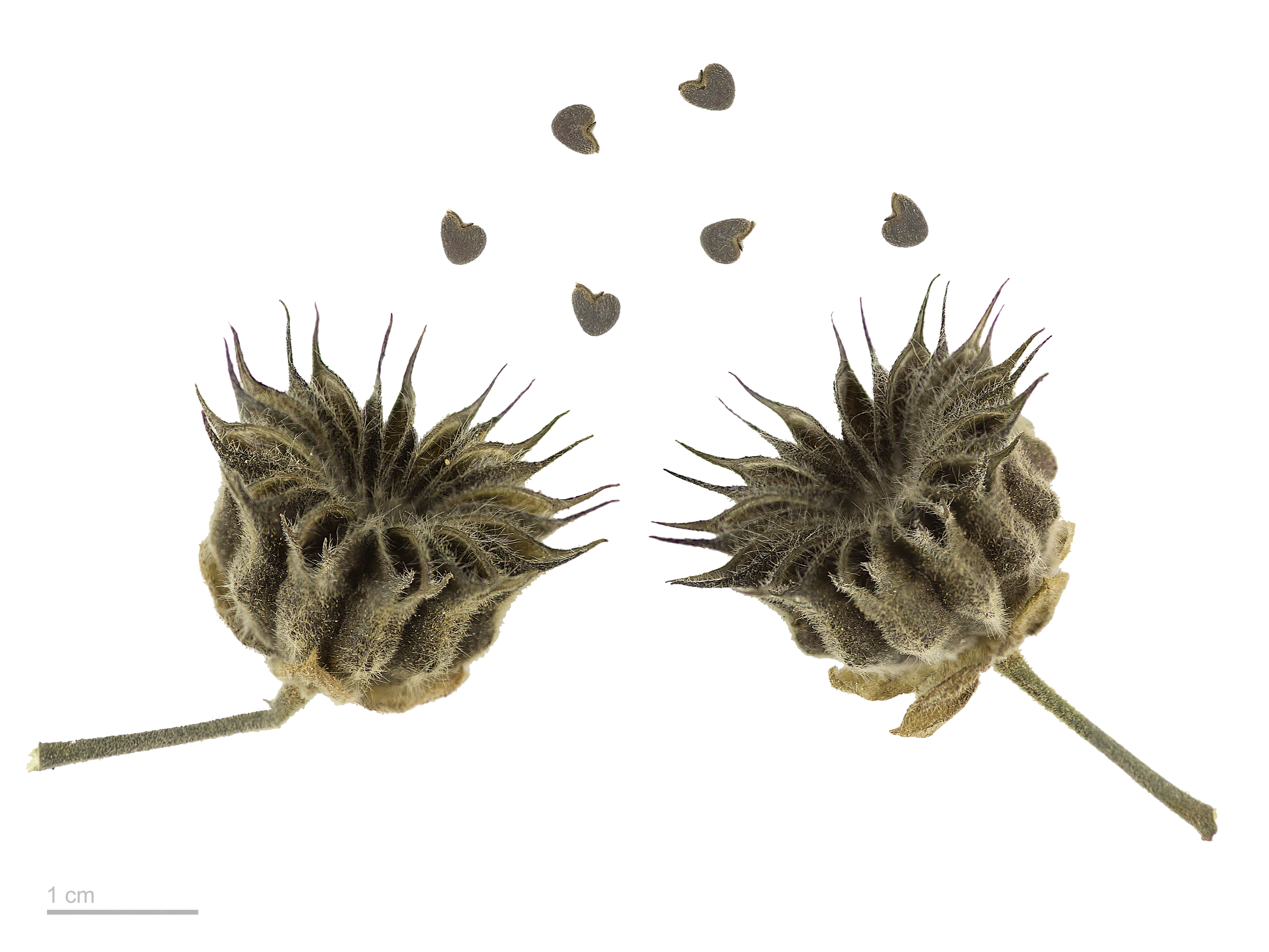
Abutilon theophrasti

苘麻（学名：Abutilon theophrasti）为锦葵科苘麻属下的一个种。

## 簡介
廣泛分布於北半球的溫帶地區的荒地，路旁。花期7-8月。

## 延伸阅读
[在维基数据编辑]
 《植物名實圖考·苘麻》，出自吳其濬《植物名實圖考》

## 外部連結
- 苘麻子 Qing Ma Zi （页面存档备份，存于） 中藥標本數據庫 (香港浸會大學中醫藥學院) （繁體中文）（英文）

1. ↑   (PDF).   [2014-11-27]. （原始内容 (PDF)存档于2016-03-04）.